# 近代麻雀
『近代麻雀』（きんだいマージャン）は、竹書房が発行する漫画雑誌。2019年2月号（2018年12月29日発売）より毎月1日に発行。

## 概要
その名が示すとおり麻雀漫画の専門誌である。
もともと活字主体の麻雀雑誌であった1972年創刊の月刊誌『近代麻雀』の別冊として、漫画主体で月1回発行されていた『別冊 近代麻雀』がルーツである。
近代麻雀は1987年に廃刊となったが、本家のないまま1997年4月号まで「別冊」を名乗り続けていた。5月号より「別冊」が取れて現在の誌名になっている。
活字の月刊誌については2004年3月に『別冊近代麻雀』として復活したものの、半年後には廃刊になった。
プロ・アマオープントーナメントで、麻雀実力日本一を決する大会「麻雀最強戦」を主催している。
後述のキスカ休刊後は、竹書房のグラビア誌という位置づけも本誌が引き継いでおり、本誌のグラビアページが微増しているほか、キスカ休刊前の2018年より近代麻雀水着祭を定期開催している（もともとは本誌における「牌姫グラビア」や「麻雀女子育成企画・近代麻雀学院」のスピンオフとして開催されたイベント）。

### 姉妹誌
姉妹誌として『近代麻雀オリジナル』（毎月8日発行）、『近代麻雀ゴールド』（1987年創刊、毎月23日発行）があった。
『近代麻雀ゴールド』は、2005年12月発売号を持って休刊となり、2006年1月23日発売号より『近代麻雀ギャンブルCOM』（きんだいまーじゃんギャンブルコム）となる。その『近代麻雀ギャンブルCOM』も半年と経たずに2006年4月発売号をもって休刊となった。
『近代麻雀オリジナル』は2009年4月号まではB5版で発行されていたが、2009年5月号よりA5版への縮小とサイズ変更が行われ掲載漫画数も大きく削減（一部の作品は『近代麻雀』に移籍）し、『近代麻雀』で連載されている『アカギ』、『むこうぶち』などを再掲載するというような形態となった。2010年5月に『近代麻雀オリジナル』が独自連載を連載する月刊誌に戻ったが、雑誌リニューアル（『月刊キスカ』）のため2013年12月号をもって全ての漫画が連載を終了、2014年1月号が最終号となった。なお、『月刊キスカ』の号数は『オリジナル』のものを引き継いでいる。

## 略歴
- 1972年12月 活字主体の月刊誌『近代麻雀』が創刊
- 1975年
  - 5月 活字主体の月刊誌として『別冊 近代麻雀』創刊
  - 10月 11月号より『別冊 近代麻雀』を『ジャンケン』に改称
- 1977年
  - 2月 『ジャンケン』休刊
  - 8月 月刊誌『傑作劇画 近代麻雀臨時増刊』（後に『近代麻雀オリジナル』に改称）創刊
- 1979年 『麻雀劇画』（後に『別冊 近代麻雀』に改称）創刊。
- 1985年9月 『近代麻雀ゴールド』創刊（当初季刊。後に月刊化）
- 1987年11月 『近代麻雀』廃刊
- 1997年4月 5月号より『別冊 近代麻雀』を『近代麻雀』に改称
- 1999年12月 2000年1月15日号より『近代麻雀』月2回刊行化[注釈 2]
- 2004年
  - 3月 活字主体の月刊誌として『別冊近代麻雀』が創刊
  - 8月 『別冊近代麻雀』がvol.6をもって廃刊
- 2005年12月 『近代麻雀ゴールド』休刊
- 2006年
  - 1月 『近代麻雀ギャンブルCOM』創刊
  - 4月 『近代麻雀ギャンブルCOM』休刊
- 2007年8月 Yahoo!コミックでウェブコミック配信開始
- 2009年4月 『近代麻雀オリジナル』2009年5月号よりB5版からA5版にサイズ変更
- 2010年
  - 1月 Yahoo!コミックでの配信を終了
  - 5月 『近代麻雀オリジナル』2010年6月号よりA5版にサイズ変更
- 2013年12月 『近代麻雀オリジナル』最終号
- 2018年12月 『近代麻雀』が月刊誌に移行

## 近代麻雀・別冊近代麻雀

### 連載中の漫画
| 作品名                                        | 作者(作画)         | 原作・原案など | 協力・監修など                                             | 開始号       | 備考                           |
| --------------------------------------------- | ------------------ | -------------- | ---------------------------------------------------------- | ------------ | ------------------------------ |
| むこうぶち                                    | 天獅子悦也         | -              | 安藤満→ケネス徳田                                          | -            |                                |
| ジャンゴ 麻雀を愛するもの                     | モンキー・チョップ | -              | -                                                          | 2019年4月号  |                                |
| 闇麻のマミヤ                                  | 福本伸行           | -              | -                                                          | 2019年6月号  | ※現在休載中                    |
| 追憶のM                                       | しおざき忍         | ZERO           | -                                                          | 2020年10月号 |                                |
| 本当にあった雀荘の話                          | 村田らむ           | -              | -                                                          | 2020年12月号 |                                |
| 因幡はねるのハネマン麻雀                      | 菅野航             | -              | 因幡はねる                                                 | 2021年5月号  |                                |
| ピークアウト                                  | 塚脇永久           | -              | 渋川難波                                                   | 2023年6月号  |                                |
| 老境博徒伝SOGA                                | 三好智樹 瀬戸義明  | 森橋ビンゴ     | 福本伸行                                                   | 2023年7月号  |                                |
| 鴉天狗はツモりたい ～千羽黒乃の1000年修行中～ | 瀬畑純             | 千羽黒乃       | -                                                          | 2024年4月号  | 2024年1月号の 読み切りから昇格 |
| お疲れ様です後堂さん                          | kirishima          | 円居挽         | 天獅子悦也 サイドランチ（編集協力） ウチツカサ（編集協力） | 2024年6月号  |                                |
| 明け凪のメーテル                              | カタケイ           | 須田良規       | -                                                          | 2024年8月号  |                                |
| とある住み込み打ち子の日常                    | 井田ヒロト         | あっさじーん   | -                                                          | 2024年8月号  |                                |

### 連載中の記事
- DVDで強くなれ！
- Mの勝負飯 ※不定期連載
- 一緒に強くなろ（篠原冴美）
- 片チン＆バビィのグッドプレイヤーズクラブ（千歳和未）※休載中
- 北の街から（安藤りな）
- 近代麻雀占い（KOMO＋大石まさる）
- 近代麻雀何切る
- 近代麻雀編集長の本音（金本晃＋菅野航）
- 近麻のあほすたさん（あほすたさん）
- こうちゃんのこう打てば勝てる（渡辺航平）
- しみったれ（長村大）
- 勝負師（荒正義）
- でかピン麻雀入門（山崎一夫、西原理恵子）
- ドキュメントM (赤松薫)
- 毒と笑いの麻雀日誌（毒ヶ衣ちなみ）
- パジャマとりやの芸人麻雀列伝（部谷幸則）
- 麻雀お悩み手帳（千羽黒乃）
- 麻雀最強戦レポート
- 麻雀ジャーナル
- 麻雀□(はく)書（しぬこ）
- 令和無頼攻撃麻雀（岡崎涼太）
- 我れ悪党なり（桜井章一）

### 連載中の最強&熱狂Mリーガー戦術
- BEAST戦記（菅原千瑛）
- 笑み咲きほこれ華ふぶき（黒沢咲）
- 怖れ知らず～no fear（仮）（鈴木優＋沖中祐也（ZERO））
- 監督はつらいよ（藤沢晴信）
- 軍師の兵法（勝又健志）
- コバゴー式麻雀メカニズム（小林剛）
- 猿川家の真実（猿川真寿＆石田亜沙己）
- 攻める（佐々木寿人）
- 伊達朱里紗に学ぶ赤あり麻雀必勝法（下石戟）
- 打破する麻雀常識（松本吉弘）
- 天才×英才のもっともっと喋れるもん（茅森早香＆浅見真紀）
- 天女の羽衣に縫い目が無いって本当ですか？（二階堂瑠美）
- まつかよノート（松本圭世、イラスト：塚脇永久）
- 冥府の麻雀（白鳥翔）
- 龍が出ますよ！（仲林圭、イラスト：あほすたさん）

### 過去の主な掲載作品
- フリテンくん（植田まさし）※まんがライフにて連載中
- 東風のカバ（青山広美）
- ジャンロック（高橋のぼる）
- 麻雀放浪記 凌ぎの哲（作画：原恵一郎 原作：阿佐田哲也）
- 迷彩都市 -カモフラージュ・シティ-（作画：中山昌亮 原作：我孫子武丸）
- 博打破戒神DARUMA（作画：木村シュウジ 原作：朽葉狂介）
- デスパイ（島本和彦）
- トリツキくん（高田裕三）
- 白 HAKU（渋沢さつき）
- 黒の男（渋沢さつき）
- 殺し屋ネコ（渋沢さつき）
- 弾丸闘牌 凌駕（渋沢さつき）
- 白 NEXT GENERATION（渋沢サツキ）
- 博打流雲 ナグモ（前田治郎）
- いい僧侶（田中誠）
- リスキーエッジ（作画：押川雲太朗 原作：荒正義 闘牌協力：須田良規）
- 西校ジャンバカ列伝 かほりさん（神原則夫）
- アーニャの麻雀日和（月1連載、はぎわられいじ）
- 東大を出たけれど（須田良規）
- 雀荘で遭った愉快な人々（有元美保）
- 鳥と獣（作画：丸山勇樹 原作：草下シンヤ）
- 麻雀レボリューション 牙ハジメ（菅原県）
- 真・テラバイト（月1連載、作画：戸田邦和 原作：平井りゅうじ）
- 雀ぐる放浪記いただきます!（月1連載、作画：河合単 原案協力：花形怜）
- ペルベルト姉さん（三ツ森あきら）
- 幻刻の門 新撰組70's（菊地昭夫）
- 打姫オバカミーコ（片山まさゆき）
- ひぐらしの哭く頃に 雀 -燕返し編-（作画：山田J太 原案・監修：竜騎士07、07th Expansion/AQインタラクティブ）
- 麻雀飛翔伝 哭きの竜（能條純一）
- 麻雀飛翔伝 哭きの竜 外伝（能條純一）
- 満潮!ツモクラテス（片山まさゆき）
- 麻雀群狼記 ゴロ（作画：嶺岸信明 原作：来賀友志）
- 角刈りすずめ（KICHIJÖ（作画：菊地昭夫 原作：一條マサヒデ）
- バイヅケ!!（葛西りいち）
- バード 〜最凶雀士VS天才魔術士〜（作画：山根和俊 原作：青山広美）
- 牌龍 -異能の闘牌-（作画：戸田邦和 原作：森橋ビンゴ）
- ホリエ戦記（作画：本そういち 原作：堀江貴文）
- 病葉流れて -泡沫の闘牌-（作画：橋本孤蔵 脚本：須田良規 原作：白川道）
- チャンプ -shoichi外伝-（作画：菊地昭夫 原作：森橋ビンゴ 協力：桜井章一）
- 卓上のコビトL（塚脇永久）
- ぴんきり 〜麻雀銭道〜（めぐり周+根津はじめ）
- 私利私欲!まあじゃん入門（カラスヤサトシ）
- 雀くま（そにしけんじ）
- ラストバイニン（作画：玉置一平 原作：嵐田武）
- ペパーミント（小田原ドラゴン）
- 雀獄島（作画：小松大幹 原作：沢崎麻也）
- 麻雀 天国か地獄（城埜ヨシロウ）
- 雀術師シルルと微差ゴースト（片山まさゆき）
- 花鳥風月（作画:前川かずお 原作：森橋ビンゴ）
- 押忍!!麻雀部（高橋幸慈）
- リペアマン（能條純一）
- 脱衣転生（作画：井上紀良 原作：中川トシヒロ）
- 鉄火場のシン（作画：森遊作　原作：荒正義）
- 椿（作画：木崎拓史、原作：柊太郎）
- BW ビューティフルワールド（志名坂高次）
- ゴールドハイ（上遠野洋一）
- 雀ゴロ日記（作画：武喜仁 原作：土井泰昭）
- 無法地帯の賭博師モリソン（作画：森遊作 闘牌協力：佐藤聖誠）
- 麻雀小僧（押川雲太朗）
- 公式越境伝 福本ALL STARS（作画:ちろ丸 キャラ原案:ゆーぽん 原作:福本伸行）
- 牌王血戦ライオン（志名坂高次）
- ムダヅモ無き改革（大和田秀樹）
- カナ−丹花の闘牌−（作画:あしか望 原作:伊藤誠）
- 兎-野性の闘牌-（伊藤誠）
- Lost 失踪者たち（作画:江戸川エドガワ、原作:押川雲太朗）
- かっぱがれ（いでえいじ）
- 鉄牌のジャン!（作画:西条真二　脚本:森橋ビンゴ　闘牌監修:ASAPIN）
- 符計算できないけどフリー雀荘行ったった（テラガミタクロウ）
- アカギ 〜闇に降り立った天才〜（福本伸行）
- てっぺん（作画:嶺岸信明作画、原作:来賀友志）
- ナナヲ・チートイツ（作画:前川かずお、原作:森橋ビンゴ）
- 風の遊戯（柳澤一明）
- 覇王　Mahjong King Fighters（作画:木村シュウジ、原作:朽葉狂介）
- 笑うあげは（田中ユタカ）
- 赤鬼哭いた（作画:小松大幹、闘牌協力:渋川難波）
- じゅうしまつ－14段目の闘牌師－（山田秋太郎）
- 鉄牌のジャン!VR（作画:西条真二、脚本:森橋ビンゴ）
- 悪童（ワルガキ）（志名坂高次）
- 麻雀放浪記2020（作画:清水洋三、原案:阿佐田哲也）
- ラスベガスキング（作画:せきやてつじ、原作:青山広美）
- 美少女雀士!スパローガール（田中ユタカ）
- JKオブ・ザ・デッド〜ミカとゾンビと麻雀と〜（作画:西条真二、脚本:森橋ビンゴ）
- 牌人ゲーム　(木乃ひのき)
- はっくん ゆるキャラ達の闘牌（谷和也）
- ゲッターロボ牌（作画:ドリル汁、原作: 永井豪・石川賢、脚本:森橋ビンゴ）
- バード BLACK MARKET -闇市編-　(作画:山根和俊、原作:青山広美)
- 3年B組一八先生 (錦ソクラ)
- 麻闘伝 ぬえ（志名坂高次）
- 東大を出たけれど overtime (作画:井田ヒロト、原作:須田良規)
- 雀荘のサエコさん (重野なおき)
- おはクズ麻雀（あぐすけ、考案：天開司)
- ふわり ぴしゃりと（藤枝雅）
- ゴールデン桜 (作画:前川かずお、原作:岡田紗佳)
- ホップステップ雀プ（作画：ふんぼ、考案：千羽黒乃）
- HERO -逆境の闘牌-(作画：前田治郎、協力：福本伸行)
- 01TAKAHARU (作画:森遊作、原作:花崎圭司)
- 郡道先生、それロンです！(作画:小山内めい、原案:郡道美玲、原作:みつばちゃん)
- 麻雀役たちの日常（しぶ）
- ムダヅモ無き改革 プリンセス オブ ジパング (大和田秀樹)
- 泣き虫マーメイド (作画:三尾じゅん太、原作:須田良規)
- 安藤満物語 (作画:瀬畑純、原作：荒正義)
- キリンジゲート（塚脇永久、闘牌監修:渋川難波）
- こすぷろ！〜コスプレイヤー、プロ雀士になる〜（赤木クロ）
- 朱色のステラ～伊達朱里紗～（笹倉綾人、原作:伊達朱里紗）
- ルイス・キャミ―の今宵トップいただきます！（ゆるもたん、原案:齋藤豪）
- 漫画で分かるコバゴー麻雀（谷和也、原案:小林剛）
- たびじゃん（テラガミタクロウ）

### 過去の連載記事
- 頭がいい人、悪い人の麻雀（福地誠、桐島いつみ）
- 怒れ!ライアン（ライアン・モリス）
- 数字で語る麻雀（ひいい）
- 麻雀で食え!!（山崎一夫、西原理恵子）
- 無礼者／トップを取りきるたった一つの方法／不動の牌心（佐々木寿人）
- タミーラの麻雀クイズ（田村光昭）
- グッドプレイヤーズ講座（片山まさゆき、馬場裕一）
- 何切るアカデミー（馬場裕一）
- ガチンコ4すくみコラムバトル
- インスタントジョンソンじゃいのギャンブル生活（インスタントジョンソンじゃい）
- キンマ大喜利（グレート巨砲）
- キンマ ジャカジャカ雀!!
- 麒麟児の一打（福地誠）
- 雀荘うえだ繁盛記（植田佳奈）
- 燃えよ!!青龍會／女流モンド杯（ケネス徳田）
- HOROSCOPE（古都里泉美 イラスト：JERRY）
- 麒麟児の一打（堀内正人・渋川難波・小倉孝）
- 土田浩翔の信じるものはツモれます!（土田浩翔、サイレン★ボラ夫）
- 激勝!HOROSCOPE（ゲッターズ飯田）
- コバシステム（小林剛）
- 麻雀偏差値70へのメソッド（石井一馬）
- カリフラワー（市川智茂）
- 二階堂姉妹のまるっと解説（二階堂瑠美、二階堂亜樹）
- 40代から強くなれるアンチエイジング打法（カニマジン）
- 一牌入魂（前田直哉）
- 強者3人に麻雀戦術を聞いたらバカ勝ちできた（ASAPIN）
- 麻雀視力6.0（鈴木優）
- 実践に出る100の基本!（福地誠）
- ゼロ秒思考の麻雀最強戦（ZERO）
- 教えて！土田せんせい！（土田浩翔）
- メンチン何切る（馬場裕一）
- 仕事が麻雀で、麻雀が仕事（藤田晋）
- だから君は負けるんだ（堀信吾）
- さぼらない麻雀（角谷ヨウスケ）
- 傀に学ぶ!（ZERO）
- 守備の二択／攻撃の二択（梶本琢程、みーにん）
- 麻雀IQ220の頭脳（勝又健志）
- 逆境の凌ぎ方（萩原聖人）
- プロが間違えた何切る（梶本琢程）
- つおくなる!みずぐちむ講座（水口美香）
- キンマ編集部裏話（菅野航）
- 楠栞桜のまーじゃん交換日記（楠栞桜）
- GPC（グッドプレイヤーズクラブ）リポート
- 実戦麻雀問題集（多井隆晴）
- 和泉由希子の独り言 （和泉由希子）
- クズと学ぶ麻雀のツボ（天開司）
- 郡道の麻雀まんが道（郡道美玲）
- 麻雀一年生（しぬこ＋逢川恵夢）
- 百恵ちゃんのクズコラム（田渕百恵、絵：西原理恵子）
- 超麻雀脳（近藤誠一）
- 新米編集のOLドタバタ記（とくのう、イラスト:藤島じゅん）
- ココがイイたい（岡田紗佳）
- 麻雀VTuberランキング（青森りんこ）
- 麻雀間違い探し
- 雀力向上委員会（中田花奈）
- 麻雀2着以上を取る方法（本田朋広）
- マーメイドストーリー（魚谷侑未&須田良規）
- 無敗の手筋（多井隆晴）
- 天才だって喋れるもん（茅森早香）
- マイナス1200からの復活へ（高柳寛哉、構成：黒木真生）
- 天衣無縫（二階堂瑠美）
- 集中力で2倍勝つ方法（内田みこ）
- 神域の一打（千羽黒乃）
- 鳴き読みの定理（山本悠矢）
- 麻雀界10年史（村上淳）
- 龍ヶ浜ゆえのどうみても麻雀日和（龍ヶ浜ゆえ）
- 燃える監督～赤坂ドリブンズ再生の軌跡～（越山剛、構成：東川亮）

## 近代麻雀オリジナル

### 近代麻雀オリジナル終了に伴い別雑誌への移籍・別媒体での掲載が告知されている漫画
- ジャッジメント〜猟犬の闘牌〜（作画：玉置平一・原作：須田良規　休載）

### 過去の主な掲載作品
- スーパーヅガン、スーパーヅガンアダルト、ノーマーク爆牌党、オーラ打ち! 言霊マンボ（片山まさゆき）
- プロ（かわぐちかいじ）
- SHIN-DO（ナカタニD.、来賀友志）
- 麻雀であった笑える話（秋吉由美子、松本ぷりっつなど）
- ツモっ子の森（施川ユウキ）
- シンケン君（坂本タクマ）
- 雀賢者ポッチカリロ（片山まさゆき）
- 哲也十番勝負（嶺岸信明、阿佐田哲也、梶川良）
- 恋する麻雀（宇佐美うみ）
- クロカルクラブキル（片山まさゆき）
- 東大を出たけれど（作画：井田ヒロト 原作：須田良規）
- 雀バカ三姉妹物語（三ツ森あきら）
- 牌王 -はおう-（志名坂高次）
- 朱雀 SUZAKU 〜歌舞伎町・雀姫伝〜（もりしげ）
- トーキョーゲーム（青山広美）
- 熱いぜ辺ちゃん（福本伸行）
- 掏摸人ワニ（作画：笠太郎 原作：小堀洋）
- アニキTHEパニック!!（峰岸とおる）
- 新世界のボン（どおくまん）
- 御意見無用（ありま猛）
- 焦土の塔（作画：上村一夫 / 原作：関川夏央）
- 黒服物語（原作：みずほだい、作画：相澤良太）
- むこうぶち外伝 EZAKI（作画：玉置一平 原作：天獅子悦也）
- 牌王伝説ライオン（志名坂高次）
- GAMBLER! -勝負師-（鹿賀ミツル）
- サトリ〜潜入捜査課の女神〜（山口譲司）※短期集中連載
- ジャンケット（作画：紅林直 原作：赤木太陽）
- 本当にあった麻雀話（小坂俊史）
- ひるドラ（大井昌和）
- 鬼ヅモ無双（谷和也）
- ナナヲチートイツ（作画：前川かずお 原作：森橋ビンゴ）
- シャモア（作画：渋沢さつき 原作：花崎圭司 協力：伊藤誠）
- aki（作画：大崎充 原作：花崎圭司 原案：二階堂亜樹）
- レッドドッグ ノガミの秀（作画：近藤和寿・脚本：坂口大学・監修：天獅子悦也）
- ユキヒョウ 白銀の闘牌（作画：あしか望・原作：伊藤誠）
- FLEHMEN（作画：山口譲司・原作：宮島稔司）
- 一畳間の純チャン（野村宗弘）
- ジャンパイア（井上元伸）
- すーあんこ（友美イチロウ）
- 無双大戦（作画：鶴岡伸寿・原作：末田雄一郎）
- ワシズ 天下創世闘牌録（原恵一郎・協力：福本伸行　雑誌『近代漫画』へ移籍）
- レッツゴーなまけもの（押川雲太朗　作者のサイトでデジタル配信）
- ナルミ (作画：柳澤一明・原案：土井泰昭)
- 根こそぎフランケン (押川雲太朗)
- 麻雀無限会社39 ZANK (作画：本そういち、原作：安藤満)
- 極道パパ 麻雀編 (沖田龍児)

### 過去の連載記事
- トップ4割に挑戦（滝沢和典）
- パッと見牌効率（二階堂亜樹）
- 麻雀忍法帳（藤崎智）
- 捨て牌読み講座（馬場裕一）
- 魁!森山塾（森山茂和）
- 麻雀侍、ツモられて候（沖ヒカル）
- 強者の選択（黒木真生）
- 麻雀で生きる技術（福地誠）
- 教えてバビィ!!（馬場裕一）

## 近代麻雀ゴールド・近代麻雀ギャンブルCOM

### 過去の掲載作品
- 天 天和通りの快男児（福本伸行）
- 殺気ゆえ（原作：不動チカラ、漫画：木村直巳）
- 伝説の雀鬼（神田たけ志、桜井章一、安田潤司）
- 今日から逃亡者（柳沢きみお）
- ツモっ子どうぶつ（施川ユウキ）
- 浪花のジャンク（あきやま耕輝）
- 30年間無勝の男（いでえいじ）
- 馬人ノーヘブン（片山まさゆき）
- まあじゃんほうろうき（西原理恵子　※阿佐田原作、原作画の同名作品とは別）
- ジャングル 麻雀狂時代（嶺岸信明）
- 愚連隊の神様、万寿十一伝説 紅蓮 （作画:嶺岸信明、原作:安部譲二）
- Shoichi （神田たけ志）
- 天と地 （作画:押川雲太朗、原作:荒正義）
- 無限 雀鬼桜井章一の原点 （作画:沖田龍児 原作:安田潤司）

## 映像化作品

### 近代麻雀
| 作品                          | 放送年          | アニメーション制作 | 備考                                                |
| ----------------------------- | --------------- | ------------------ | --------------------------------------------------- |
| アカギ 〜闇に降り立った天才〜 | 2005年 - 2006年 | マッドハウス       | タイトルは「闘牌伝説アカギ 〜闇に舞い降りた天才〜」 |

| 作品         | 公開年 | アニメーション制作 | 備考 |
| ------------ | ------ | ------------------ | ---- |
| フリテンくん | 1981年 | ナック             | -    |

| 作品                | 発売年                           | アニメーション制作         | 備考 |
| ------------------- | -------------------------------- | -------------------------- | --- |
| 麻雀飛翔伝 哭きの竜 | 1988年 - 1991年（第1作 - 第4作） | ガイナックス、マジックバス | 第1作目から第3作目までと、第4作目では発売元が異なる タイトルは第2作目から第3作目までは原題に加え副題がつく 第4作目は「哭きの竜 飛竜之章」に改題 |
| フリテンくん        | 1990年（第1作 - 第2作）          | ナック                     | タイトルは原題に加え各副題がつく |
| ムダヅモ無き改革    | 2010年                           | TYOアニメーションズ        | タイトルは「ムダヅモ無き改革 -The Legend of KOIZUMI-」                                                                                          |

| 作品                          | 放送年          | 制作        | 備考                                         |
| ----------------------------- | --------------- | ----------- | -------------------------------------------- |
| 打姫オバカミーコ              | 2006年          | N/A         |                                              |
| アカギ 〜闇に降り立った天才〜 | 2015年（第1期） | BSスカパー! | タイトルは「アカギ」                         |
| アカギ 〜闇に降り立った天才〜 | 2017年（第2期） | BSスカパー! | タイトルは「アカギ「竜崎・矢木編 /市川編」」 |
| アカギ 〜闇に降り立った天才〜 | 2018年（第3期） | BSスカパー! | タイトルは「アカギ〜鷲巣麻雀完結編〜」       |

| 作品                     | 公開年                  | 配給                     | 備考 |
| ------------------------ | ----------------------- | ------------------------ | ---- |
| 麻雀飛翔伝 哭きの竜 外伝 | 2011年（第1作 - 第2作） | アットエンタテインメント |      |

| 作品                          | 発売年                            | 制作                                 | 備考                                                                  |
| ----------------------------- | --------------------------------- | ------------------------------------ | --------------------------------------------------------------------- |
| アカギ 〜闇に降り立った天才〜 | 1995年（第1作）                   | 竹書房                               | タイトルは「闘牌伝アカギ」                                            |
| アカギ 〜闇に降り立った天才〜 | 1997年（第2作）                   | 竹書房、ギャガ                       | タイトルは「雀魔アカギ」                                              |
| むこうぶち                    | 2007年 - 2019年（第1作 - 第19作） | メディア・ワークス（第9作 - 第12作） | タイトルは「高レート裏麻雀列伝 むこうぶち」にナンバリングと副題がつく |
| むこうぶち                    | 2020年（第20作 - 第21作）         | アドバンス                           | タイトルは「麻雀破壊神 むこうぶち傀」に副題がつく                     |
| 麻雀群狼記 ゴロ               | 2011年                            | ミュージアムピクチャーズ             |                                                                       |
| 鉄火場のシン                  | 2014年（第1作 - 第2作）           | ビデオプランニング                   | タイトルは「灼熱の闘牌録!鉄火場のシン」に各副題がつく                 |

### 近代麻雀オリジナル
| 作品           | 放送年          | アニメーション制作 | 備考 |
| -------------- | --------------- | ------------------ | ---- |
| スーパーヅガン | 1992年 - 1993年 | スタジオディーン   |      |

| 作品             | 公開年 | 配給                  | 備考                            |
| ---------------- | ------ | --------------------- | ------------------------------- |
| 兎-野性の闘牌-   | 2013年 | ソリッドフィーチャー  | タイトルは「真・兎 野性の闘牌」 |
| ノーマーク爆牌党 | 2018年 | AMGエンタテインメント |                                 |

| 作品                              | 発売年 | 制作                     | 備考                                  |
| --------------------------------- | ------ | ------------------------ | ------------------------------------- |
| 兎-野性の闘牌-                    | 1998年 | ミュージアムピクチャーズ | タイトルは「兎 USAGI 〜野性の闘牌〜」 |
| 東大を出たけれど 麻雀に憑かれた男 | 2011年 | N/A                      |                                       |

### 近代麻雀ゴールド
| 作品                | 放送年                       | 制作                 | 備考                                                                  |
| ------------------- | ---------------------------- | -------------------- | --------------------------------------------------------------------- |
| 天 天和通りの快男児 | 2018年 - 2019年（連続 - SP） | テレビ東京、The icon | タイトルは連続ドラマは原題と同表記、SPドラマは「天 赤木しげる葬式編」 |

| 作品                            | 発売年                  | 制作 | 備考                                                                                                   |
| ------------------------------- | ----------------------- | ---- | --- |
| 愚連隊の神様、万寿十一伝説 紅蓮 | 2002年（第1作 - 第2作） | N/A  | タイトルは「愚連隊の神様 万寿十一伝説 紅蓮」。第2作目は副題がつく 配信タイトルでは「紅蓮」が先に来る、 |